# البراء هوساوي
البراء هوساوي(ولد في 28 فبراير 1993 ) لاعب كرة قدم سعودي ويلعب في الوسط، و يلعب حالياً مع نادي السلمية.
كانت بداياته مع نادي الوصيل و إنتقل بعدها إلى نادي الشعلة وبعدها انتقل إلى نادي الخلود و بعدها مع نادي السد ونادي الشرق ونادي السلمية.

## روابط خارجية
- البراء هوساوي على موقع Soccerway.com (الإنجليزية)